# Organización municipal de España durante el régimen franquista
Durante el franquismo en España los mandatos municipales en los ayuntamientos se dividían por tercios:
- en el Tercio Familiar sólo tenían derecho a voto los llamados cabezas de familia,
- en el Tercio Sindical los concejales se elegían en un sistema escalonado basado en los sindicatos verticales,
- en el Tercio de Entidades los escaños se llenaron también en forma de dos pasos relacionados con otras organizaciones.

Las elecciones locales se organizaban cada tres años, votándose en cada ciclo la mitad de los mandatos disponibles en cada ayuntamiento. Entre 1948 y 1973 las votaciones se realizaron nueve veces. 
El sistema estaba diseñado para garantizar el control burocrático del proceso electoral y, como tal, resultó ser un gran éxito. La campaña electoral no era de confrontación y se presentaba como un ejercicio administrativo, no político.
Hasta la década de 1970, alrededor del 45% de los adultos tenían derecho a voto, más tarde la cifra creció significativamente. Se estima que la participación osciló desde el 80%, durante el primer franquismo, a menos del 50%, en sus etapas finales.

## Base legal
El primer documento general que regula el régimen de elecciones locales fue la Ley de Bases de Régimen Local de 1945, en gran parte basada en el Estatuto Municipal de 1924 que había elaborado José Calvo Sotelo. Fue detallado en un decreto en 1950. 
Otro decreto de 1952 especificó la organización y el modus operandi de los consejos locales. En 1953 se sustituyó la Ley de Bases de 1945 por una nueva, a su vez detallada en un decreto de 1955. Este conjunto de documentos estuvo vigente hasta 1970, cuando fue anexado por un nuevo reglamento.
Una tercera versión de la Ley de Bases de Régimen Local fue adoptada el 19 de noviembre de 1975, pocos días antes de la muerte de Franco.

## Frecuencia
Hasta 1948 los municipios estaban regidos por Comisiones Gestoras, órganos municipales enteramente designados por el gobierno y gobernadores civiles provinciales.
Desde 1948 se organizaron nueve elecciones municipales: 1948, 1951, 1954, 1957, 1960, 1963, 1966, 1970 y 1973.
El período inusualmente largo de 4 años de 1966-1970 fue el resultado de la prolongación de los trabajos realizados sobre el nuevo régimen electoral, completado en 1970. 
En todas las ocasiones las elecciones se organizaron a fines de noviembre y en una secuencia de 2 semanas: el primer domingo del ciclo la votación recayó en el Tercio Familiar, el segundo domingo en el Tercio Sindical y el tercer domingo en el Tercio de Entidades. Desde 1970, las elecciones se organizaban los martes, según se informa, para aumentar una participación en caída.

## Principios generales
El franquismo adoptó un principio corporativista; concebía a la sociedad no como una suma de individuos, sino como una construcción realizada sobre una serie de entidades sociales tradicionales. En consecuencia, la representación debía ejercerse no sobre la base del sufragio universal, sino por medio de los llamados órganos intermediadores. En el caso de los municipios, este principio se materializó en el esquema que abarcaba los tres grupos iguales de mandatos, donde cada grupo representaba un cuerpo corporativo específico de la sociedad: familias, sindicatos y otras entidades. Las curias electorales que eligieron a sus representantes fueron nombradas en consecuencia como Tercio Familiar, Tercio Sindical y Tercio de Entidades (también llamado Tercio Corporativo).

## Régimen electoral municipal
El mandato de un concejal era de seis años, sin embargo, las elecciones se organizaban cada tres años y se cubrían solo la mitad de los mandatos en cada concejo. Esta estipulación fue heredada de la era de la Restauración, pero fue bienvenida ya que evitó cambios drásticos y aseguró un sentido de continuidad. A cada votante se le permitía elegir tantos candidatos como mandatos estuvieran disponibles. El voto era presencial y solo en su circunscripción; no se permitía votar por correo. El alcalde era nombrado directamente por el ministro del Interior en el caso de las capitales de provincia y por el gobernador civil en el caso de otros municipios. El alcalde no tenía que ser concejal; los únicos requisitos eran que fuera español y mayor de 25 años. Este modelo cambió en la legislación adoptada pocos días antes de la muerte de Franco, que estipulaba que los alcaldes debían ser elegidos por los regidores.

## Número de mandatos disponibles
De acuerdo con la división general en tres tercios iguales, el número de mandatos disponibles para cada consejo era la multiplicación de tres.
El número de mandatos disponibles para cada corporación municipal dependía del número de habitantes del municipio y oscilaba entre tres (municipio de menos de 501 habitantes) a seis (501 a 2.000 habitantes), nueve (2.001 a 10.000 habitantes), 12 (10.001 a 20.000 habitantes), 15 (20.001 a 50.000 habitantes), 18 (50.001 a 100.000 habitantes), 21 (100.001 a 500.000 habitantes) y 24 (más de 500.000 habitantes).
En comparación con las antiguas regulaciones practicadas durante la Segunda República y la Restauración, el esquema redujo significativamente el número de mandatos: P. ej. durante la Segunda República la ciudad de Palencia, entonces con unos 25.000 habitantes, tenía derecho a un concejo de 24 miembros, mientras que en las décadas de 1940 y 1950, cuando su población oscilaba entre 35.000 y 48.000 habitantes, tenía derecho a una corporación municipal de tan sólo 15 miembros.

## Derechos electorales
| curia               | sufragio activo | sufragio pasivo |
| ------------------- | --- | --- |
| Tercio Familiar     | - residentes Y - mayores de 21 años O menores pero legalmente emancipados Y - hombres casados (desde 1970 también mujeres casadas) O viudas/viudos O mujeres/hombres solteros que viven solos | - residentes (hombres y mujeres) Y - mayores de 23 años Y - haber sido concejal en el propio ayuntamiento durante al menos un año O ser propuesto por al menos dos procuradores/exprocuradores de Cortes del Tercio Corporativo de la provincia en cuestión O ser propuesto por al menos tres diputados/exdiputados de diputación provincial O ser propuestos por al menos cuatro concejales activos del mismo consejo O son propuestos por al menos 1/20 de todos los jefes de familia con derecho a voto en el municipio                                           |
| Tercio Sindical     | - residentes (hombres y mujeres) Y - mayores de 23 años Y - miembros de la Organización Sindical Y - elegidos como delegados (compromisarios) por todos los miembros de las secciones Social y Económica de los sindicatos registrados en el municipio. El número total de delegados será diez veces el número de consejeros a elegir. El número de delegados elegidos por los trabajadores y el número de delegados elegidos por los empleados debe ser igual | - residentes (hombres y mujeres) Y - mayores de 23 años Y - miembros de la Organización Sindical Y - han ocupado o ocupan algún cargo electivo dentro de una organización sindical O son propuestos por al menos dos diputados/exdiputados de Cortes del Tercio Sindical de la provincia O son propuestos por al menos 1/20 de todos los miembros de organizaciones sindicales en el municipio O en caso de que el número de candidatos de este tercio sea inferior al doble del número de mandatos, personas propuestas por la Junta Local de Elecciones Sindicales |
| Tercio de Entidades | - concejales electos de Tercio Familiar y Tercio Sindical | - residentes (hombres y mujeres) Y - mayores de 23 años Y - miembros de cualquier entidad económica, cultural o profesional registrada en el municipio O, en caso de que el número de candidatos de este tercio sea inferior a tres veces el número de mandatos disponibles, personas de prestigio propuestas por el gobernador civil |

## Electorado
La población con derecho a voto en el Tercio Familiar varió de 7 millones en la década de 1940 a 18 millones en la década de 1970, el aumento resultó no solo del crecimiento demográfico sino también de la extensión del derecho al voto a las mujeres casadas. Hasta 1970, el electorado del Tercio Familiar representaba un 45% de toda la población adulta, estimada en función del número de españoles con derecho a voto en los referéndums franquistas; desde 1970 el número creció a un 75%. Hasta la década de 1970 un 65% de los adultos varones tenían derecho a voto, en el caso de las mujeres este número era del 20%; desde 1970, el porcentaje probablemente igualó este apropiado para los hombres. En el Tercio Sindical, el número de personas elegibles para elegir compromisarios es difícil de estimar, pero dado el tamaño de la burocracia sindicalista, probablemente llegó a cientos de miles. El número de compromisarios, es decir, los que en realidad elegían a los consejeros, se estima para toda España en unos 50.000; en 1948 en Madrid su número era 2.187. En Tercio de Entidades el número de votantes igualó el número de mandatos disponibles en otros dos tercios y se mantuvo en el rango de unos pocos miles. Algunas personas, en su mayoría hombres trabajadores casados, tenían derecho a participar en el proceso de elección en los tres tercios: en el Tercio Familiar personalmente, en el Tercio Sindical eligiendo compromisarios y en el Tercio de Entidades eligiendo consejeros en otros dos tercios que actuaron como compromisarios.

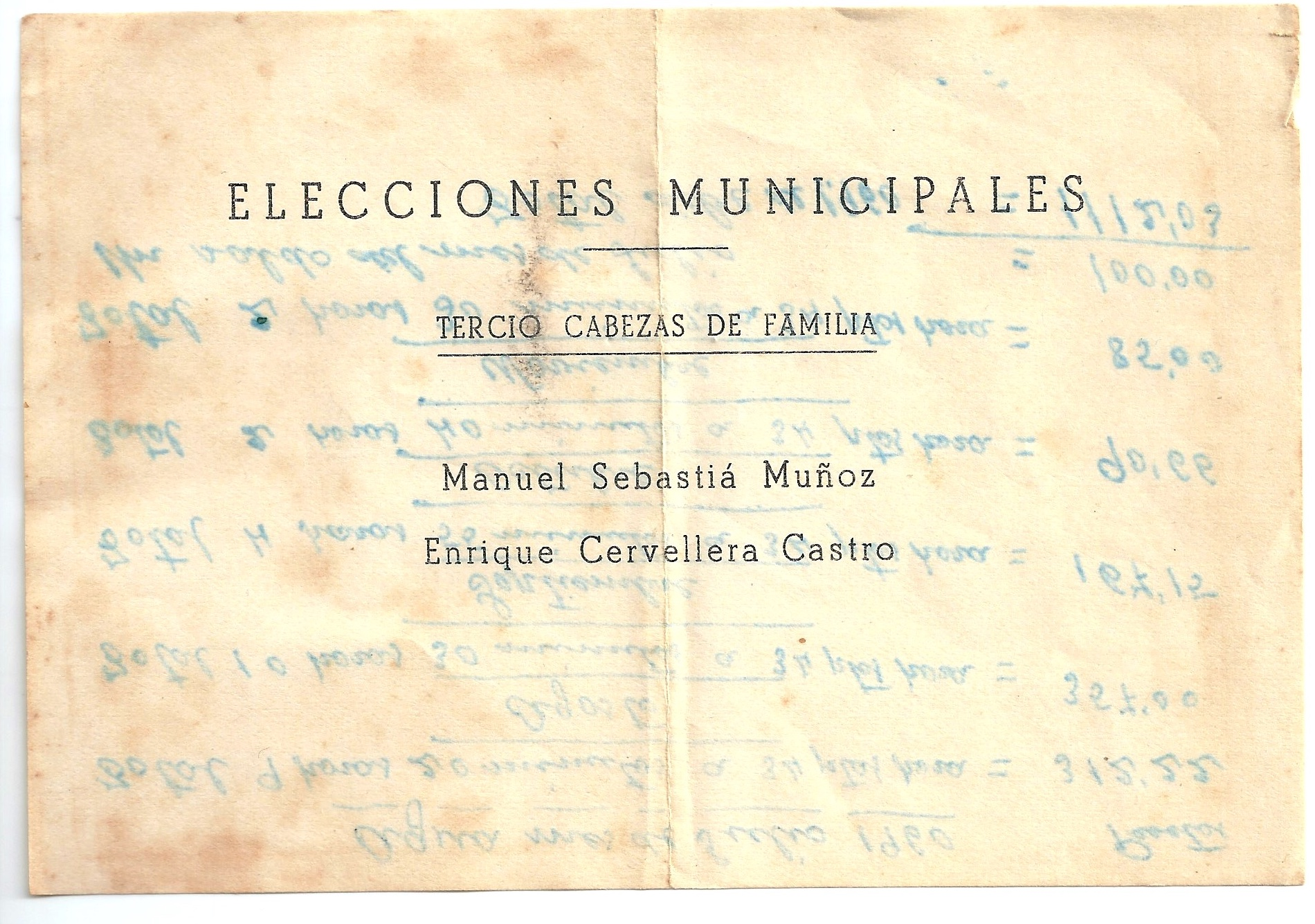
Papeleta para elección del Tercio de Cabezas de Familia. Burjasot, 1960

## Participación
Técnicamente, la participación en las elecciones era obligatoria, aunque las sanciones por abstención eran bajas y su aplicación bastante excepcional. Esta posición esquizofrénica de las autoridades es resumida por un estudioso actual, quien señala que todo el sistema fue construido para desalentar la movilización, pero antes del mismo día la propaganda hizo todo lo posible para asegurar la mayor participación posible. La participación real está sujeta a estimaciones, ya que se cree ampliamente que los datos oficiales están manipulados. Los trabajos académicos sugieren una tendencia a la baja, con un 80% a principios de la década de 1950, un 55-65% en la década de 1960 y menos del 50% en la década de 1970. Aparte de las cuestiones políticas fundamentales, como la negativa a participar en el sistema político franquista, otros factores citados como responsables de la disminución de la participación fueron el complejo sistema electoral, la percepción del papel limitado de los ayuntamientos elegidos y las sospechas de fraude electoral.

## Manipulación y fraude
El sistema electoral contenía muchas funciones integradas que permitían la manipulación. La clave era el derecho de los gobernadores civiles a nombrar candidatos en Tercio de Entidades en caso de que su número total fuera inferior a tres veces el número de mandatos disponibles; dado que los concejales de este tercio eran elegidos por concejales ya electos de otros dos tercios, los candidatos propuestos por las autoridades tenían prácticamente asegurado el mandato y el grupo en ocasiones se denominaba "tercio de consolación". Se empleó un mecanismo similar en el caso del Tercio Sindical, aunque esta vez fue la Junta Local la facultada para sugerir sus propios candidatos. El notorio artículo 29 fue heredado del sistema de la Restauración; en caso de que el número de candidatos en Tercio Familiar fuera menor o igual al número de mandatos, los candidatos eran declarados vencedores sin que se procediera a votación. La mayor parte del proceso electoral estuvo técnicamente a cargo de Falange/Movimiento.

## Lagunas
En ocasiones, candidatos abiertamente hostiles al Estado franquista consiguieron escaños en los ayuntamientos; fue el caso especialmente durante el tardofranquismo. Por lo general, estos eran individuos solteros o una pequeña minoría en el ayuntamiento; como tal representaban poca amenaza y el estado no intervino, por ejemplo, en 1970 dos candidatos señalados por la policía como "oposición" fueron elegidos y confirmados en Sevilla. En ocasiones y en lugares menores incluso candidatos conocidos como comunistas consiguieron validar sus boletas, como un militante del partido elegido de tercio familiar en Lorca en 1971. Sin embargo, en ocasiones intervino la administración; en 1973 un candidato de izquierdas del tercio familiar de Barcelona vio anulada su victoria electoral por la Junta Municipal del Censo. Sólo en contados casos la oferta opositora generó serios problemas para el Estado. Este fue el caso de Pamplona, donde desde finales de la década de 1940 los carlistas supusieron una amenaza constante para el monopolio oficial. Después de las elecciones de 1973, la oposición se apoderó de todos los escaños del grupo familiar del tercio, y también se disputaron los escaños de los otros tercios; intervino el gobernador civil y quedó pendiente la decisión judicial de varios de los concejales.

## Campañas electorales
En el sistema franquista la elección de los órganos de gobierno locales no se presentaba como política, ni grande ni pequeña; en cambio, se escenificó como parte del proceso administrativo. En consecuencia, las candidaturas generalmente se formateaban como no conflictivas y se suponía que el electorado simplemente debía elegir entre estas más o menos competentes. Las listas oficiales de candidatos se hicieron públicas solo siete días antes del día de las elecciones, lo que dificultó enormemente el montaje y la puesta en escena de una campaña electoral individual. Una vez conocidos los candidatos, la prensa local solía presentarlos, generalmente manteniendo un tono no partidista y absteniéndose de promover a algunos contendientes sobre otros.

## Rol e impacto dentro del sistema
Un estudioso actual resume el sistema electoral municipal franquista como "una maraña legislativa frondosa", un conglomerado de reglas turbias desarrolladas en varias etapas y al servicio de diversos fines. En conjunto, fue diseñado como un medio para garantizar cierta eficiencia de gobierno a nivel local combinado con contribuir a la estabilidad política de la España franquista en la perspectiva general. Lo primero debía lograrse mediante un formato de no confrontación, desapego de la política y una interfaz eficiente con las entidades locales. Esto último debía lograrse mediante un control burocrático general con una serie de medios disponibles para manipular el resultado de la elección. A lo largo de todo el período franquista, las elecciones locales funcionaron en su mayor parte como estaban diseñadas. Sin embargo, si el objetivo era también forjar algún tipo de identificación con el Estado y asegurar un nivel sostenible de movilización, probablemente fracasaron.